# Dance Central 3
Dance Central 3 è un videogioco di tipo musicale sviluppato e pubblicato da Harmonix Music Systems e Backbone Entertainment. È stato annunciato all'E3 2012 durante la conferenza stampa di Microsoft. Il titolo è stato distribuito il 16 ottobre 2012 nel Nord America, il 18 ottobre in Giappone e il 19 nel resto del mondo.

## Canzoni presenti
- 2NE1 - I Am The Best
- 50 Cent - In Da Club
- Afrojack ft. Eva Simons - Take Over Control
- Alexandra Stan - Mr. Saxobeat
- Alice Deejay - Better Off Alone
- Backstreet Boys - Everybody (Backstreet's Back)
- Bellini - Samba De Janeiro
- Black Eyed Peas - Boom Boom Pow
- Cali Swag District - Teach Me How to Dougie
- Ciara ft. Missy Elliott - 1, 2 Step
- Cobra Starship ft. Sabi - You Make Me Feel...
- Cupid - Cupid Shuffle
- Daft Punk - Around The World
- Dev ft. The Cataracts - Bass Down Low
- E.U. - Da' Butt
- Edward Maya & Vika Jigulina - Stereo Love
- Enur ft. Natasja - Calabria 2008
- Flo Rida - Wild Ones
- Gloria Gaynor - I Will Survive
- Heavy D & The Boyz - Now That We Found Love
- J.J. Fad - Supersonic
- Jennifer Lopez ft. Pitbull - On The Floor
- Justin Bieber - Boyfriend
- Katy Perry - Firework
- Kelly Clarkson - Stronger (What Doesn't Kill You)
- Lil Jon & The East Side Boyz ft. Ying Yang Twins - Get Low
- LMFAO - Sexy And I Know It
- Los Del Rio - Macarena (Bayside Boys Mix)
- Marcia Griffiths - Electric Boogie
- Maroon 5 ft. Christina Aguilera - Moves Like Jagger
- Martin Solveig ft. Dragonette - Hello
- Missy Elliott - Ching-A-Ling
- New Kids On The Block - You've Got It (The Right Stuff)
- Nicki Minaj - Starships
- Panjabi MC - Beware Of The Boys (Mundian To Bach Ke)
- Sean Paul ft. Keyshia Cole - (When You Gonna) Give It Up To Me
- Shannon - Let The Music Play
- TLC - Ain't 2 Proud 2 Beg
- The Trammps - Disco Inferno
- Usher ft. Will.I.Am - OMG
- Usher - Scream
- Vanilla Ice - Ice Ice Baby
- Van McCoy - The Hustle
- Vicki Sue Robinson - Turn The Beat Around
- Village People - Y.M.C.A.